# Patrick Bouchain
Patrick Bouchain (Parigi, 31 maggio 1945) è un designer e scenografo francese.

## Biografia
Patrick Bouchain ha studiato all'Ecole des Beaux Arts di Parigi, facendo uno stage, durante i suoi studi, con il decoratore Jacques Dumond , l'architetto André Hermant , poi con il pittore Henri Malvaux (1908-1994), direttore della de École Camondo dove poi insegnerà. Interessato al teatro e alle arti dello spettacolo in generale, realizza diversi centri culturali.
Dopo oltre dieci anni di insegnamento di disegno e architettura, Patrick Bouchain assocerà un'ideologia politica al suo lavoro, considerando "che l'architettura è politica e che deve rispondere alla preoccupazione dell'interesse generale". Da allora continua il suo lavoro concentrandosi su opere di interesse pubblico.
È un pioniere nella riqualificazione e trasformazione di siti industriali in spazi culturali, dalla riqualificazione del Magasin a Grenoble in centro d'arte contemporanea, seguito da La Ferme du Buisson , Le Lieu unique , e La Condition publique nel comune di Roubaix.
Attribuisce grande importanza a tutti coloro che hanno un ruolo nel progetto. Una delle caratteristiche comuni a molti dei suoi progetti è la progettazione di una mensa comune. Spesso aperte al pubblico, le sue mense sono luoghi di scambio tra le varie figure coinvolte nella fase di progetto. Tali mense sono il nucleo iniziale del progetto e spesso queste si trasformano in un ristoranti sostenibili. Inoltre, durante la riqualificazione del quartiere Chemin Vert a Boulogne-sur-Mer, uno dei suoi collaboratori si trasferito in un'unità abitativa nel cuore del progetto divenendo un collegamento diretto tra gli abitanti e l'ufficio nel progetto di riqualificazione pensata come partecipata .
Vede il ruolo dell'architetto come quello di un assistente. Assistente della gente verso un'architettura al servizio della stessa , assistente del proprietario per un rispetto dei bilanci misurati, assistente di artisti di gallerie e spettacolo dal vivo.
Per anni, Patrick Bouchain ha sviluppato e insegnato un'architettura H.Q.H. (Haute qualité humaine) che mira a ripristinare l'umiltà e l'intelligenza nell'architettura contemporanea.
Per Patrick Bouchain progettare significa definire situazioni e attivare un sito utilizzando il contesto come terreno comune di discussione tra figure diverse. Il paesaggio urbano è un paesaggio di conoscenza , un luogo mentale prima che fisico. Architetti , lavoratori, cittadini, artisti sono coinvolti nel processo di costruzione di uno spazio da abitare.

## Progetti
- 1982: i seminari. Scuola nazionale di creazione industriale di Saint Sabin Street, Parigi
- 1984: Teatro Zingaro (Aubervilliers)
- 1985: negozio, Centro nazionale per l'arte contemporanea, sito di Bouchayer Viallet (Grenoble)
- 1986: master of work per The Two Plateaux , opera di Daniel Buren, nel cortile del Palais-Royal a Parigi, Francia
- 1988: Circus Zingaro con J. Harari, Fort Aubervilliers, Aubervilliers
- 1991: Voliera Dromesko (Losanna)
- 1991: Caravanserraglio della Buisson Farm (Noisiel)
- 1993: Giardino delle Tuileries. Gestione del progetto di ristrutturazione con IM.PEI, Wirtz, Cribier, Bénech, Stinco
- 1994: The Barn at Lake (Evian-les-Bains)
- 1994: Casa "Starck": casa in legno per Philippe Starck
- 1995: Centro amministrativo e tecnico di Valeo (La Verrière)
- 1996: la fabbrica di cioccolato Diagramma e specifiche architettoniche del sito di Poulain a Blois
- 1997: sede della Thomson Multimedia (Boulogne-Billancourt)
- 1998: Le campement. Capanna, tenda, refettorio, laboratorio itinerante per E. de Vericourt, F. Tanguy, Rennes
- 1999: Trasformazione delle vecchie fabbriche della LU e creazione di Unique Place (Nantes)
- 2000: Museo Internazionale delle Arti Modeste (Sète)
- 2006: Padiglione francese alla Biennale di architettura di Venezia
- 2007: Trasformazione dei macelli sul Canale (Calais)
- 2008: Ristorante Borgogna Michel Troisgros "La Colline du Colombier".
- 2008: Ampliamento del centro commerciale Beaulieu , Nantes.